# Lubienia (gromada)
Lubienia – dawna gromada, czyli najmniejsza jednostka podziału terytorialnego Polskiej Rzeczypospolitej Ludowej w latach 1954–1972.
Gromady, z gromadzkimi radami narodowymi (GRN) jako organami władzy najniższego stopnia na wsi, funkcjonowały od reformy reorganizującej administrację wiejską przeprowadzonej jesienią 1954 do momentu ich zniesienia z dniem 1 stycznia 1973, tym samym wypierając organizację gminną w latach 1954–1972.
Gromadę Lubienia z siedzibą GRN w Lubieni utworzono – jako jedną z 8759 gromad na obszarze Polski – w powiecie iłżeckim w woj. kieleckim, na mocy uchwały nr 13k/54 WRN w Kielcach z dnia 29 września 1954. W skład jednostki weszły obszary dotychczasowych gromad Lubienia, Lipie i Budy Brodzkie ze zniesionej gminy Styków oraz lasy państwowe nadleśnictwa Starachowice (oddziały nr 190 do 195, 227 do 231, 263 do 269, 300 do 306, 332 do 338) i lasy państwowe nadleśnictwa Klepacze (oddziały nr 210 do 228, 245 A do 262, 281 A do 299, 315 A do 331, 345 do 355, 367 do 380 i 403). Dla gromady ustalono 22 członków gromadzkiej rady narodowej.
29 lutego 1956 z gromady Lubienia wyłączono:
- oddziały nr 192–195 nadleśnictwa Starachowice, włączając je do gromady Ostrożanka w tymże powiecie;

- oddziały nr 231, 269 i 306 nadleśnictwa Starachowice, włączając je do gromady Wąchock w tymże powiecie;

- oddziały nr 332–338 nadleśnictwa Starachowice, włączając je do gromady Michałów w tymże powiecie[8].

Gromada przetrwała do końca 1972 roku, czyli do kolejnej reformy gminnej.